# Edward Ulmann
Edward Ulmann (ur. 21 stycznia 1870 w Jekaterynosławiu, zm. 9 stycznia 1935 w Niemczech) – profesor inżynier elektrotechnik, naczelny dyrektor Elektrowni Łódzkiej i Elektrowni Zgierskiej.

## Życiorys
Zdał maturę w 1889 w III gimnazjum klasycznym w Petersburgu, następnie w 1895 ukończył studia na wydziale mechanicznym Instytutu Technologicznego w Petersburgu, zdobywając dyplom inżyniera technologa (1895). Od 1895 był konstruktorem w zakładach technicznych Newskie Warsztaty Budowy Okrętów i Maszyn, zaś od 1986 był zastępcą naczelnika wydziału Aleksandrowskich Zakładów Mechanicznych. Od 1898 pracował jako starszy inżynier rozbudowy w Towarzystwie Elektrycznego Oświetlenia w Petersburgu, którego w 1905 został członkiem zarządu i dyrektorem Towarzystwa. W latach 1906–1919 był profesorem Politechniki w Petersburgu, na której prowadził wykłady z budowy elektrowni. Ponadto uczestniczył w prowadzeniu badań nad wydobywaniem torfu systemem hydraulicznym. W 1919 z powodu rewolucji październikowej wyjechał z Rosji na Spitsbergen, gdzie kierował wydziałami technicznymi kopalń węgla.
W październiku 1926 został członkiem zarządu oraz naczelnym dyrektorem Łódzkiego Towarzystwa Elektrycznego Spółki Akcyjnej (Elektrowni Łódzkiej). W 1933 został powołany na członka zarządu i dyrektora zarządzającego Elektrownią Zgierską, Spółka Akcyjna w Zgierzu. W obu przedsiębiorstwach pracował do końca życia. Był także członkiem zarządu spółki Towarzystwa Budowy Domków Robotniczych w Łodzi.
Zmarł w pociągu na terytorium Niemiec, w drodze do Szwajcarii. Został skremowany w Norymberdze.

## Odznaczenia
- Krzyż Oficerski Orderu Odrodzenia Polski (1927) – w uznaniu zasług położonych, nad rozbudową kraju[5]